# 青梅市立第六中学校
青梅市立第六中学校（おうめしりつ だいろくちゅうがっこう）は、東京都青梅市にある市立中学校。

## 沿革
出典
- 1947年（昭和22年）
  - 4月1日 - 東京都西多摩郡小曾木村立小曾木中学校として認可
  - 4月19日 - 初代校長、島田友二郎就任
  - 5月5日 - 開校式挙行、校長ほか職員8名、生徒185名（5学級編成）、校舎は小曾木小学校とともに福昌寺を使用した。
- 1948年（昭和23年）3月15日 - 校舎新築し移転。
- 1955年（昭和30年）4月1日 - 小曾木村が青梅市に編入合併する。これにより、青梅市立第六中学校に校名変更。
- 1971年（昭和46年）11月1日 - 学校給食開始
- 1977年（昭和52年）6月7日 - 体育館完成

## 校歌
作詞：阪本越郎、作曲：高田三郎

## 部活動
- 野球部
- 吹奏楽部
- 茶道部
- 美術部
- 陸上部

## 進学前小学校
- 青梅市立第七小学校[4]

## 通学区域
- 青梅市[4]
  - 富岡一丁目 - 三丁目
  - 小曾木一丁目 - 五丁目
  - 黒沢一丁目 - 三丁目